# Nàng Đôn
Nàng Đôn là một xã thuộc huyện Hoàng Su Phì, tỉnh Hà Giang, Việt Nam.

## Địa lý
Xã Nàng Đôn có vị trí địa lý:
- Phía đông giáp xã Pờ Ly Ngài
- Phía tây giáp huyện Xín Mần
- Phía nam giáp huyện Xín Mần và xã Pờ Ly Ngài
- Phía bắc giáp huyện Xín Mần và xã Chiến Phố.

Xã Nàng Đôn có diện tích 13,30 km², dân số năm 2019 là 1.903 người, mật độ dân số đạt 143 người/km².

## Hành chính
Xã Nàng Đôn được chia thành 7 thôn: Hoàng Lao Chải, Cốc Be, Cốc Rế, Thỉng Rầy, Nắm Tìn, Lủng Cháng, Văng Sai.

## Lịch sử
Tên gọi: Theo nhân dân địa phương, tên gọi Nàng Đôn xuất phát từ câu chuyện truyền miệng: xưa kia ở vùng Nàng Đôn có cô gái xinh đẹp, giỏi giang, được đôn lên làm quan. Cũng có câu chuyện khác lý giải về tên gọi Nàng Đôn. Theo người dân, từ “Nàng” là chỉ người con gái xinh đẹp, nết na, từ “Đôn” là chỉ khu vực vững chắc dưới chân dãy núi Chiêu Lầu Thi. Từ “Nàng Đôn” mang ý nghĩa đầy đủ là vùng đất xinh đẹp dưới chân núi Chiêu Lầu Thi.
Trước kia, địa bàn xã Nàng Đôn là vùng đất thuộc xã Tụ Nhân, tổng Tụ Long, huyện Vĩnh Tuy.
Đến năm 1929, địa bàn xã Nàng Đôn là một vùng đất của xã Trung Thịnh thuộc tổng Tụ Nhân, châu Hoàng Su Phì.
Ngày 15 tháng 12 năm 1962, Hội đồng Chính phủ ban hành Quyết định số 211/1962/QĐ-CP về việc chia xã Trung Thịnh được chia tách thành 6 xã: Nàng Đôn, Sán Sả Hồ, Pờ Ly Ngài, Trung Thịnh, Ngán Chiên, Thu Tà.
Tại thời điểm thành lập, xã Nàng Đôn có các xóm: Đản Rạc, Chu A Phùng, Seo Pờ Ly Ngài, Hoàng Là Chải Mèo và Cốc Rế.
Ngày 1 tháng 4 năm 1965, Chính phủ ban hành Quyết định số 49-CP về việc chia huyện Hoàng Su Phì thành hai huyện: Hoàng Su Phì và Xín Mần, xã Nàng Đôn thuộc huyện Hoàng Su Phì.
Ngày 18 tháng 11 năm 1983, Hội đồng Bộ trưởng ban hành Quyết định 136-HĐBT về việc điều chỉnh xã Nàng Đôn thuộc huyện Hoàng Xu Phì về huyện Xín Mần quản lý.
Ngày 29 tháng 8 năm 1994, Chính phủ ban hành Nghị định số 112/1994/NĐ-CP về việc điều chỉnh xã Nàng Đôn thuộc huyện Xí Mần về huyện Hoàng Su Phì quản lý.